# Vinarija Čitluk
Vinarija Čitluk je najveća bosanskohercegovačka vinarija. Smještajni i prerađivački kapacitet joj iznosi 11,5 milijuna litara.
Za vrijeme Jugoslavije vinarija je bila dio poljoprivrednog kombinata Hepok iz Mostara. Poslovala je i tijekom rata, a nakon rata je privatizirana. Na oko 250 hektara vinograda zasađeno je tridesetak vinskih sorti. Zastupljene su domaće sorte blatina, žilavka, trnjak, vranac, ali i svjetske sorte cabernet sauvignon, chardonnay, merlot i druge. Osim vlastitog grožđa prerađuje i grožđe iz vinograda Hercegovina vina s kojim je vlasnički i ugovorno povezana. Također, vinarija otkupljuje tržišne viškove žilavke i blatine s čitavog područja Hercegovine.
Vinarija posjeduje najveću plantažu u državi, Kamene vinograde, površine 100 hektara. Kameni vinogradi se nalaze na krševitoj visoravni Brotnjo na oko 200 metara nadmorske visine. Vinogradi su podignuti u razdoblju od 1981. do 1984., a zastupljene su autohtone bijele sorte - žilavka (90%) i bena (10%).

## Vanjske poveznice
- Vinarija Čitluk  Arhivirana inačica izvorne stranice od 10. travnja 2018. (Wayback Machine) na hercegovinavino.com
- Vinarija Čitluk  Arhivirana inačica izvorne stranice od 28. listopada 2015. (Wayback Machine) na vinskacesta.ba